# Massimiano (arcivescovo)
Massimiano, in latino Maximianus (Pola, 498 – Ravenna, 21 febbraio 556), è stato un arcivescovo italiano, primo arcivescovo di Ravenna, dal 546 al 556.

## Biografia
Nacque a Pola, all'epoca parte del Regno Ostrogoto d'Italia. Divenne diacono, riuscendo successivamente ad entrare nella corte imperiale di Costantinopoli.
Nel 545 l'imperatore romano Giustiniano I decise di elevare la sede di Ravenna da vescovile ad arcivescovile. Come primo arcivescovo scelse Massimiano in quanto uomo che godeva della sua fiducia. La sua nomina seguì di pochi anni la presa della città da parte dei bizantini (540); durante il suo ministero Ravenna fu ripristinata come capitale della Prefettura del pretorio d'Italia (554). Fu ordinato il 14 ottobre 546 a Patrasso, in Grecia, da papa Vigilio in transito verso Costantinopoli.
Percepito dai ravennati come un rappresentante del potere imperiale in città, Massimiano dovette farsi accettare dai suoi nuovi fedeli dopo due mesi di residenza nell'episcopio ariano. Per conquistare la loro fiducia fece eseguire molti lavori pubblici, sia civili sia religiosi. Durante le forzate assenze da Roma di papa Vigilio, Massimiano fu di fatto primate d'Italia.
Dopo la nomina ad arcivescovo fece iniziare nella Basilica di Sant'Apollinare in Classe un ciclo di mosaici celebrativi della diocesi ravennate. Nel catino absidale sant'Apollinare, patrono di Ravenna, sontuosamente abbigliato col pallio vescovile e la stola, tiene le braccia alzate verso la gigantesca croce gemmata che domina la rappresentazione. Dodici pecorelle rappresentano i fedeli della diocesi ravennate e riempiono la fascia più bassa. La scelta del tema è strettamente legata alla lotta all'arianesimo, poiché ribadisce la natura umana e divina di Gesù Cristo, quest'ultima negata dagli ariani. Inoltre la rappresentazione di Apollinare tra gli apostoli figurati era una legittimazione per Massimiano come primo arcivescovo di una diocesi direttamente collegata ai primi seguaci di Cristo, essendo Apollinare, secondo la leggenda, discepolo di Pietro.
Nel cantiere di San Vitale curò la realizzazione dei celebri mosaici con i ritratti di corte di Giustiniano e dell'Imperatrice Teodora: l'insieme dei lavori ai quali egli stessi presenziò, durò circa undici mesi. Nel corteo di Giustiniano si fece ritrarre accanto all'imperatore e con il nome scritto a chiare lettere, l'unico tra i personaggi della scena, il che ha fatto pensare che fosse il soprintendente a tutto il cantiere.
Particolarmente significativa, sia per il pregio, sia per l'ottimo stato di conservazione con cui ci è giunta, è anche la cattedra vescovile, realizzata con pannelli in avorio scolpito tra il 546 e il 556 e oggi conservata presso il Museo arcivescovile di Ravenna. Infine, nella basilica di Sant'Apollinare Nuovo Massimiano fece rifare i mosaici della fascia principale lungo la navata con la serie di Martiri e Vergini.
Le sue spoglie riposano nel Duomo.

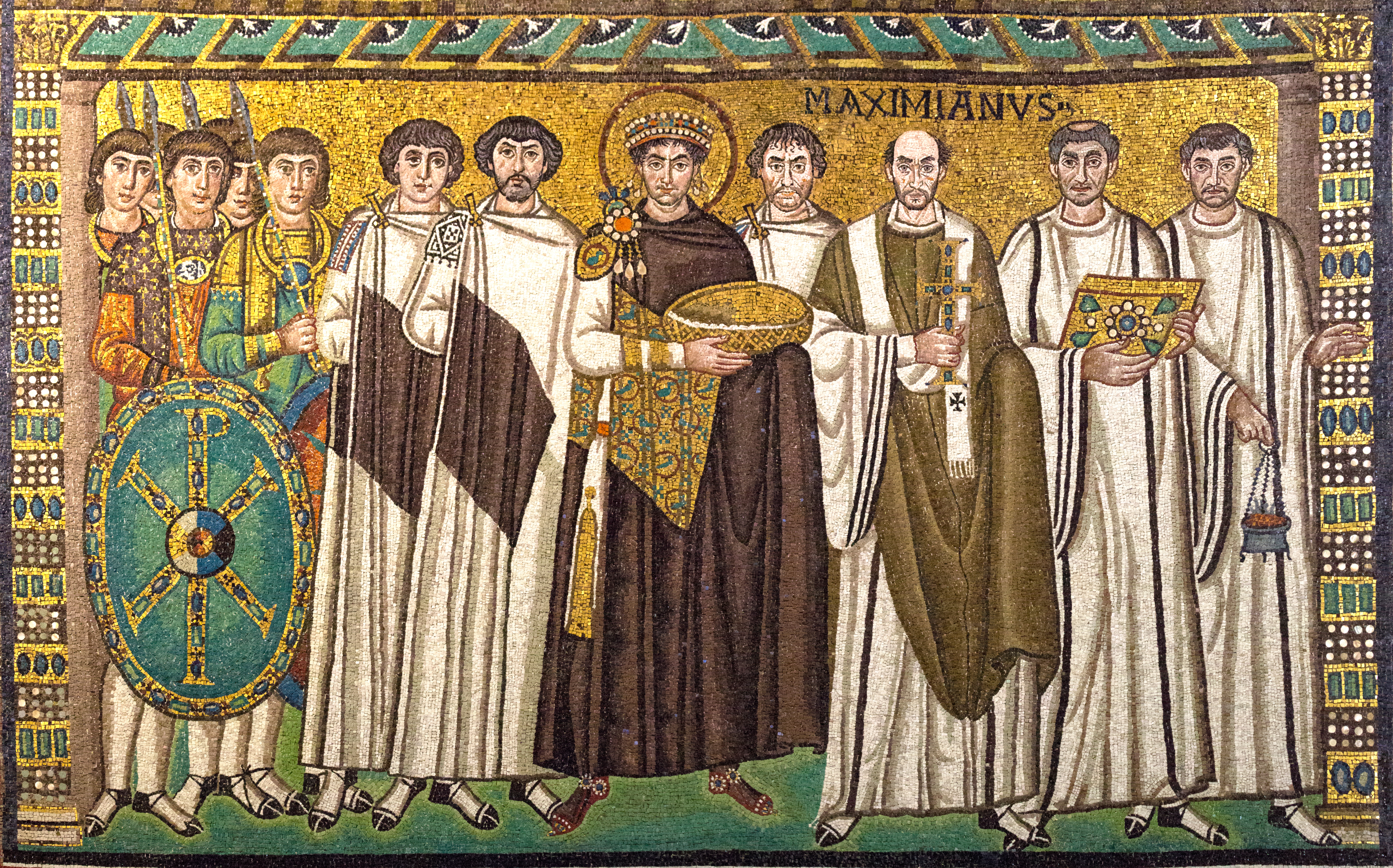
Massimiano alla destra di Giustiniano I nel mosaico di San Vitale, Ravenna
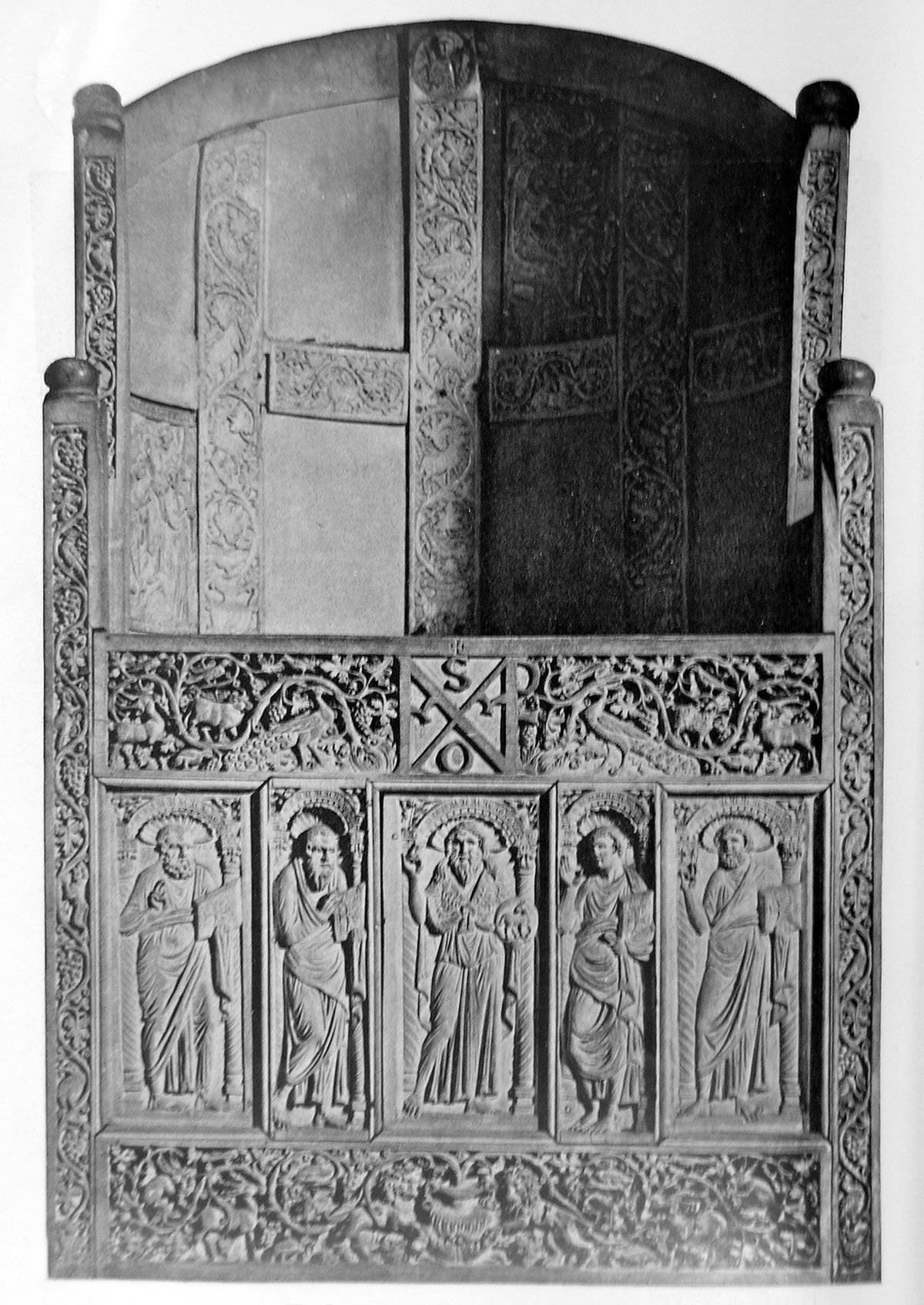
La cattedra vescovile di Massimiano